# Małujowice (stacja kolejowa)
Małujowice – stacja kolejowa w Małujowicach, w województwie opolskim, w Polsce.

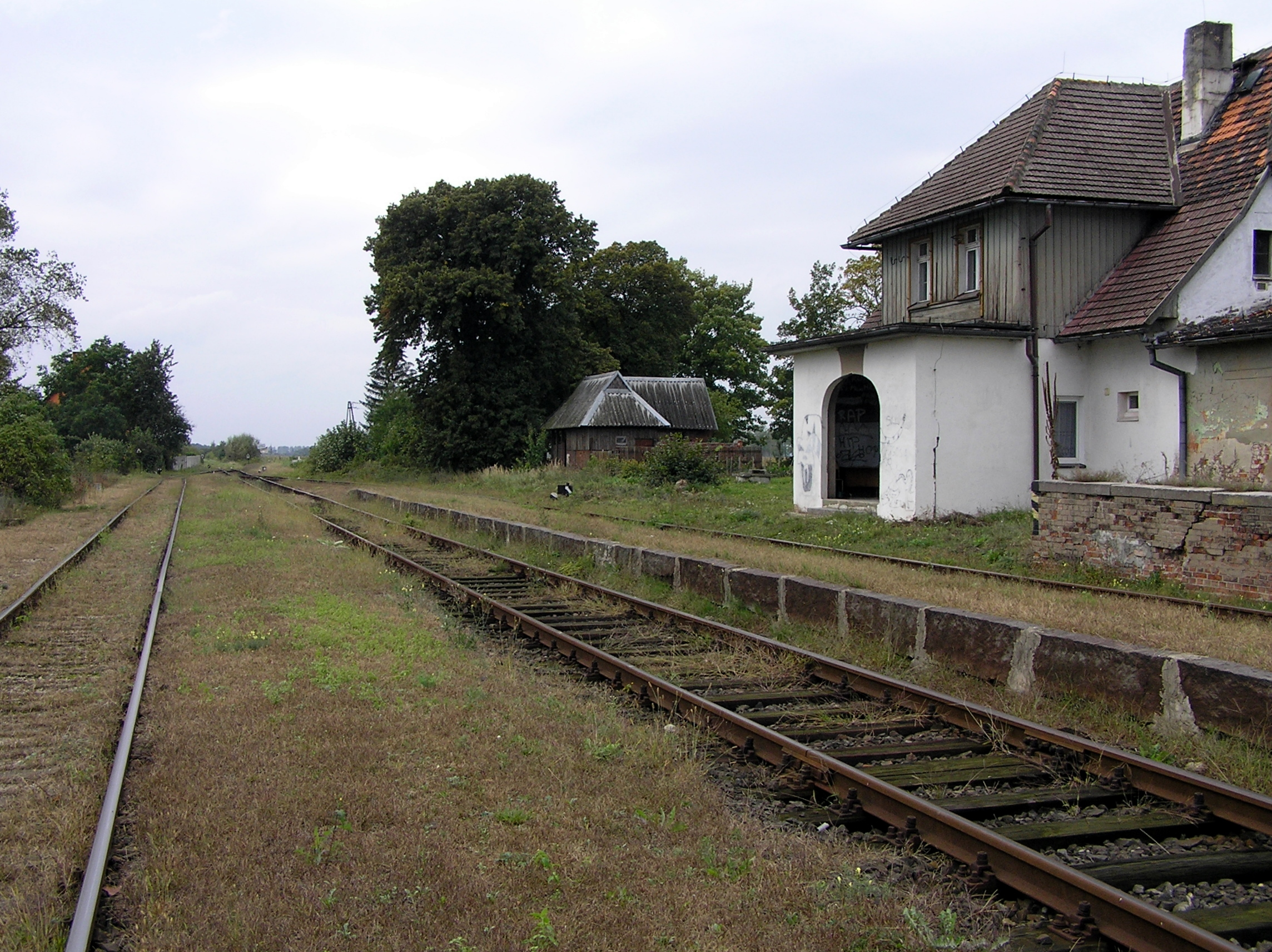
25.09.2008
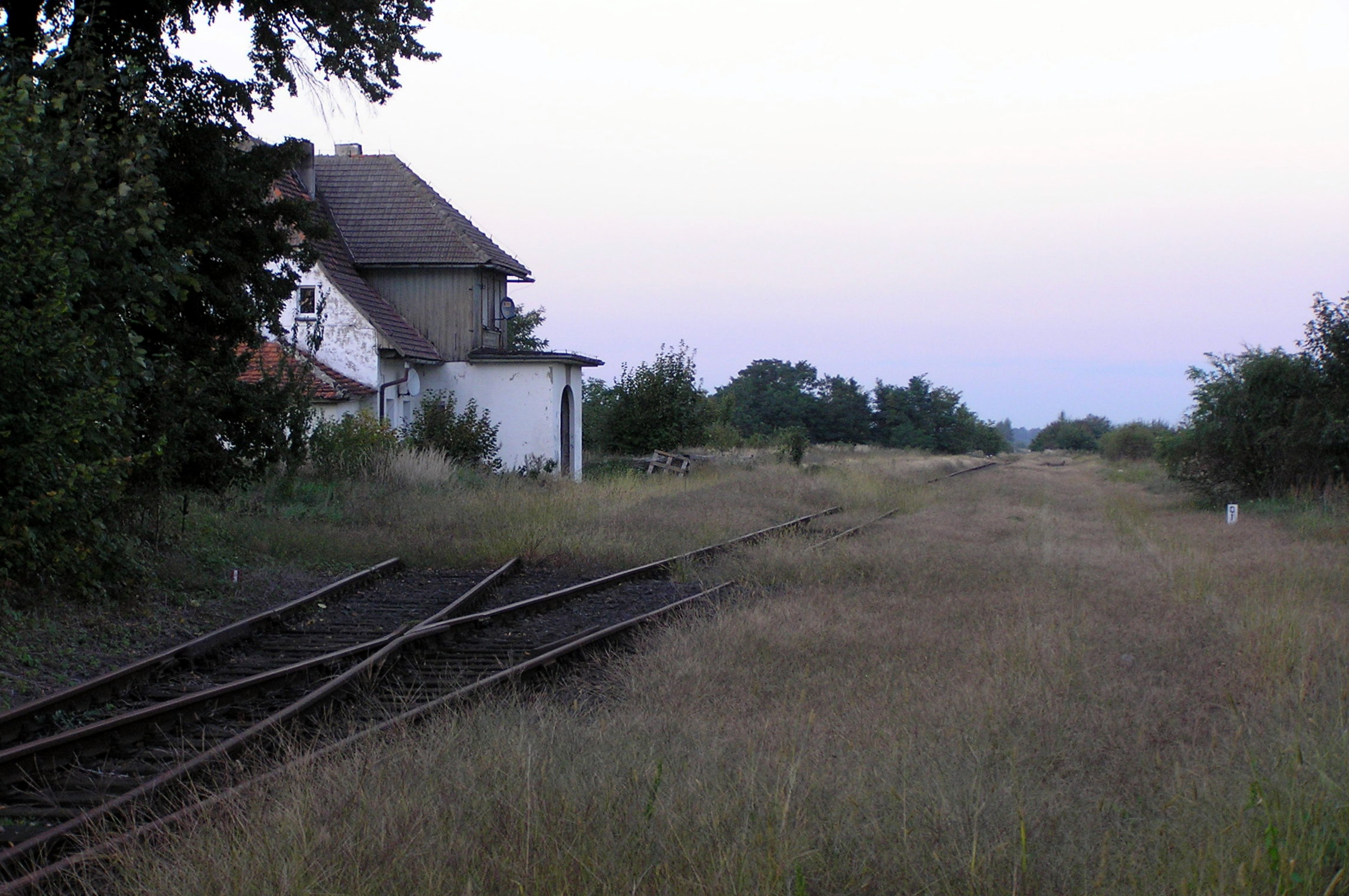
21.09.2010

| Małujowice                                                 |  |                                      |
| Linia nr 304 Brzeg - Łagiewniki Dzierżoniowskie (6,430 km) |  |                                      |
| Brzegodległość: 6,430 km                                   |  | Łukowice Brzeskie odległość: 3,07 km |